# Götz Wendlandt
Götz Wendlandt (* 12. Mai 1933 in Bělin) ist ein deutscher Jazz- und Unterhaltungsmusiker (Bass, Piano, Komposition).

## Wirken
Wendlandt wuchs zunächst in Bělin auf, dann im Harz. Bei seinem Studium in Berlin (Kontrabass) lernte er Horst Jankowski kennen, mit dem er mehr als ein Jahrzehnt zusammenarbeitete und auch international auf Tournee ging. Er begleitete Jankowski auf insgesamt zwölf LPs und ist auch auf dem Hit Eine Schwarzwaldfahrt zu hören. Schon früh kam es zu Auftritten mit Caterina Valente, später mit Inge Brandenburg. Auch war er Mitglied im Orchester von Erwin Lehn.
1960er Jahre gründete Wendlandt seine eigene Combo, mit der er bald in der ZDF-Show Es spielt für Sie…!, später in Mode Cocktail, Lustige Musikanten, Familie Musici oder Was wäre wenn… auftrat. In den 1970er Jahren spielte er mit der Formation regelmäßig in Sendungen wie Musik ist Trumpf und Dalli Dalli, aber auch beim Landespresse-Ball in Stuttgart. Auch schrieb er die Titelmelodie der SWR-Sendung Fröhlicher Feierabend und arbeitete mit Wolfgang Dauner, Eugen Cicero, Roberto Blanco und Tony Marshall.